# Margaret Roche
Pour les articles homonymes, voir Roche (homonymie).
Margaret Roche (26 octobre 1951 - 22 janvier 2017) dit "Maggie Roche" est une auteure-compositrice-interprète américano-irlandaise. Elle est originaire de Park Ridge, dans l’Etat du New Jersey, aux États-Unis. Maggie Roche est principalement reconnue comme l'une des fondatrices du trio vocal The Roches aux côtés de ses sœurs Terre et Suzzy Roche.

## Biographie
Enfants, Maggie Roche et ses sœurs cadettes chantent dans la chorale de l’église encouragées par un père irlandais et fervent catholique. À 13 ans, sa famille lui offre une guitare. Quelques années plus tard, elle forme avec Terre Roche, un premier duo afin de récolter des fonds pour la campagne électorale du Parti démocrate dans le New Jersey.
Son frère, David Roche est également musicien.
Elle est la mère de Edward "Felix" McTeigue, auteur-compositeur et producteur basé à Brooklyn, membre du groupe Filo et connu sous le pseudonyme de FDR.
Maggie Roche est décédée d'un cancer du sein, le 22 janvier 2017.

## Carrière professionnelle
En 1970, Maggie et Terre Roche rencontrent le musicien américain Paul Simon, lors d'un séminaire de composition musicale organisé à l’université de New York. Celui-ci les invitera sur l’album There Goes Rhymin' Simon en 1972, avant de participer à la production de Seductive Reasoning, premier album du duo édité chez Columbia Records en 1975. Maggie et Terre se produisent pour la première fois sur scène lors d'un festival destiné aux femmes à Champaign dans l'Illinois en 1976.
Les sœurs Roches deviennent The Roches dès 1976 avec l'arrivée de la sœur cadette, Suzzy Roche dans la musique. Le trio vocal crée la sensation dans les clubs de Greenwich Village, salué notamment pour leur version du chœur Hallelujah du Messiah composé par Handel. 
En 1979, Robert Fripp du groupe de rock progressif King Crimson, produit le premier album The Roches dont sont issus les titres Hammond Song et The Married Men, considérés comme deux œuvres majeures de l'auteure-compositrice-interprète. Dans la musique folk des années 1970 et des mouvements féministes aux États-Unis, Maggie Roche puise majoritairement son inspiration dans l'évolution de la place des femmes dans la société américaine.
Le trio se sépare une première fois après la sortie de Can We Go Home Now en 1995. Maggie et Suzzy Roche continueront d’enregistrer des albums en duo tel le projet musical de prières Zero Church en 2002 et Why The Long Face en 2004. Elle retrouve la même année, Terre Roche sur l'album I Gave My Love a Kerry chez Earth Rock Wreckerds, des textes en soutien à la candidature du démocrate John Kerry, lors de l'élection présidentielle américaine de 2004. 
En 2007, The Roches se reforme pour l'album final Moonswept. 
La fratrie a édité 13 albums entre 1979 et 2007. Malgré différentes contributions musicales, seule ou en trio, aux côtés de Loudon Wainwright III, Laurie Anderson, Craig Leon, Indigo Girls ou Kathy Mattea, Maggie Roche n'a jamais enregistré d'album en solo.

## Discographie

### The Roches (1979 - 2007)
- 1979 : The Roches, Warner Bros
- 1980 : Nurds, Warner Bros
- 1982 : Keep On Doing, Warner Bros
- 1985 : Another World, Warner Bros
- 1986 : No Trespassing, Real Live Records
- 1989 : Speak, MCA
- 1990 : We Three Kings, MCA
- 1992 : A Dove, MCA
- 1994 : Will You Be My Friend?, Baby Boom Music
- 1995 : Can We Go Home Now, Rykodisc
- 2003 : The Collected Works of the Roches, Rhino Records
- 2007 : Moonswept, 429 Records

### Maggie et Suzzy Roche
- 2002 : Zero Church, Red House Records
- 2003 : The Paradoxical Commandments ("Anyway"), Kent M. Keith
- 2004 : Why The Long Face, Red House Records

### Maggie et Terre Roche
- 1975 : Seductive Reasoning, Columbia
- 2004 : I Gave My Love a Kerry, Earth Rock Wreckerds

### Contributions
- 1973 : There Goes Rhymin' Simon, Paul Simon, Maggie et Terre Roche, Columbia
- 1996 : Obliviously, Ilene Weiss, Suzzy, Maggie et David Roche, Gadfly Records
- 2001 : A Nod to Bob - Bob Dylan 60th Birthday Tribute – reprise de Clothesline Saga par Maggie and Suzzy Roche, Red House Records